# Alonso de Madrid (franciscano)
Fray Alonso de Madrid (c. 1485-1570) fue un sacerdote franciscano, maestro de espiritualidad y escritor de ascética y mística español, de gran influencia en el siglo XVI y siguientes. De su vida tenemos muy pocos datos seguros. Suele decirse que nació en Madrid entre 1480 y 1485, pero algunos estudiosos lo hacen gallego o burgalés. Perteneció a la Provincia franciscana de Castilla la Nueva o en ella pasó la mayor parte de su vida religiosa, aunque algún autor dice que profesó en la Provincia de Santiago de Compostela. Debió de ingresar en el noviciado hacia 1505 y ser ordenado sacerdote hacia 1510. Residió algún tiempo en Salamanca, donde fue confesor de Ambrosio de Morales.

## Obra
Alonso de Madrid dejó varios escritos: Memorial de la vida de Cristo, Tratado de doctrina cristiana, Siete meditaciones de la Semana Santa y las dos obras que le han dado más fama, traducidas a muchas lenguas y repetidas en innumerables ediciones, por separado o conjuntamente: Arte para servir a Dios (Sevilla, 1521) y Espejo de ilustres personas (Burgos, 1524). El Espejo puede considerarse como complemento o apéndice del Arte, ya que aquel es la aplicación de la doctrina y principios de éste al sector de las personas que por su estado y condición el padre Alonso discierne como «ilustres».
El pensamiento de Alonso de Madrid se concentra en estas dos obras. En ellas, argumenta que si en el estudio de la gramática y de la lógica, que son artes bajas, se gastan años y aun la vida para ser en ellas perfecto, ¿cuánto mejor empleada será la vida en alcanzar con perfección Arte tan soberana? La obra, Arte, es una de las primeras que expone ordenada y sistemáticamente las normas de la lucha ascética por la conquista de la perfección, y está escrita con acierto pedagógico y penetración psicológica. Se divide en tres partes. La primera propone los avisos, medios y principios generales que deben guiar al servicio de Dios; la segunda es de orden práctico y habla de los ejercicios y virtudes con que debe alcanzarse la meta; la tercera trata del amor a Dios, al prójimo y a nosotros mismos, que constituye el motivo y término de todo el combate espiritual. Arte para servir a Dios recoge una doctrina tradicional dispersa y la ordena para el hombre de su tiempo. 
Alonso de Madrid es uno de los grandes teóricos del amor puro, al que se llega por la voluntad y el servicio. Suya es la fórmula del obrar cristiano: con amor y por amor, con que comenta la palabra de Cristo «Ven y sígueme»: «Quiere aquí decir a cada uno y a todos que cumplamos cuanto está escrito para nuestra doctrina, haciéndolo no solamente con amor, pero con amor y por amor juntamente, porque éstas son las pisadas que Él nos amonesta seguir. Por tanto, no basta cumplir algo de lo escrito, pero todo; no basta para bien servir, obrar con amor, pero con amor y por amor... Seguir a Cristo es obrar lo que Él obró para nuestra doctrina y en la manera que Él obró, y la manera que Él obró fue con amor y por amor, porque ésta es la más alta manera». 
El Arte para servir a Dios fue comentada por Santa Teresa de Jesús:

Puede el alma en este estado hacer muchos actos para determinarse a obrar mucho por Dios y despertar el amor; otros, para ayudar a crecer las virtudes a lo que dice un libro llamado Arte para servir a Dios, que es muy bueno y apropiado para los que están en ese estado